# مدیریت دارایی زیرساخت
مدیریت دارایی زیرساخت (به انگلیسی: Infrastructure Asset Management) عبارتست از به‌کارگیری تکنیک‌های مدیریت دارایی برای بهره‌برداری بهتر از زیرساخت‌ها یعنی رسیدن به سطح خدمت بالاتر هم‌زمان با کم کردن هزینه‌ها و افزایش طول عمر زیرساخت‌ها. مدیریت دارایی زیرساخت‌ها بیشتر بر زیرساخت‌های فیزیکی همچون راه، پل و شبکه آب متمرکز است. با توجه به رشد سریع زیرساخت‌های شهری در کشورهای توسعه‌یافته در دهه‌های ۱۹۶۰ و ۱۹۷۰، مدیریت زیرساخت برای برخی کشورها به مسئله‌ای جدی در سده بیست‌ویک تبدیل شد. از این رو بسیاری کشورها در سده بیست و یک به مدیریت دارایی زیرساخت‌ها توجه خاصی کردند؛ مثلاً در کشور کانادا در بسیاری استان‌ها شهرداری‌ها موظفند پلان مدیریت دارایی برای زیرساخت‌های خود تهیه کنند. در مدیریت دارایی زیرساخت توجه خاصی به مفهوم چرخه حیات زیرساخت می‌شود و تمام تصمیم‌گیری‌ها باید با محوریت تحلیل چرخه حیات صورت گیرد. همچنین از شروع سده بیست و یک تغییر اقلیم به یکی از فاکتورهای مهم در تدوین استراتژی‌های مدیریت دارایی زیرساخت‌ها تبدیل شده‌است.

## فعالیت‌های مدیریت دارایی
چندین فعالیت اصلی در مدیریت دارایی زیرساخت‌ها وجود دارند که حتماً باید در پلان مدیریت دارایی لحاظ گردند.

### جمع‌آوری داده‌ها
جمع‌آوری و مدیریت داده اساس مدیریت دارایی است. برخی از مهم‌ترین داده‌های مختلفی که در مدیریت دارایی زیرساخت جمع‌آوری می‌شوند عبارتند از: موقعیت جغرافیایی زیرساخت‌ها، ارزش ریالی زیرساخت‌ها، شرایط فیزیکی و تاریخچه تعمیر و نگه‌داری. در بسیاری موارد جمع‌آوری داده‌ها به ویژه داده‌های به‌روز ممکن است هزینهٔ بالایی داشته باشد و شهرداری‌های کوچک استطاعت آن را نداشته باشند. در برخی موارد عمل جمع‌آوری داده ممکن است در کارکرد زیرساخت وقفه ایجاد کند، مثلاً هنگام جمع‌آوری داده‌های روسازی راه ترافیک عبوری با محدودیت‌هایی روبرو می‌شود.

### فهرست دارایی‌ها
تهیه فهرست دارایی‌ها در یک پایگاه داده و گردآوری اطلاعاتی چون مکان، وضعیت و ارزش دارایی زیرساختی ضروری است. در این مرحله معمولاً از جی آی اس و پایگاه داده استفاده می‌شود.

### مدل‌سازی زوال
برای تهیه برنامه بهسازی و مرمت زیرساخت‌ها نیاز به مدل‌سازی زوال است. انواع مختلف مدل‌سازی‌ها ممکن است استفاده شود. مدل‌سازی‌های احتمالی و براساس داده قابل اعتمادترند.

### سطح خدمت
تعریف سطح خدمت، اندازه‌گیری سطح خدمت فعلی و تعیین اهداف سطح خدمت در آینده ضروریست.

### هزینه و سرمایه‌گزاری
منابع لازم برای فاینانس هزینه‌های مختلف و سهم هر منبع باید تعیین گردد. معمولاً درآمدهای مالیاتی، آبونمان و هزینهٔ کارکرد از منابع اصلی فاینانس زیرساخت‌های شهری هستند.